# Media.Vision
Media.Vision(メディア・ビジョンエンタテインメント) är en japansk datorspelsutvecklare. Mest känd är Media.Vision för Wild Arms-serie producerade i samarbete med Sony Computer Entertainment. Media.Vision grundades den 1 mars 1993 och har sitt huvudkontor i Tokyo, Japan.

## Spel utvecklade av Media.Vision

### PlayStation
- Crime Crackers
- Crime Crackers 2
- Gunners Heaven / Rapid Reload
- Wild Arms
- Wild Arms 2

### PlayStation 2
- Heavy Metal Thunder
- Mawaza
- Wild Arms 3
- Wild Arms 4
- Wild Arms: Alter Code F
- Wild Arms 5

### PlayStation Portable
- Wild ARMs XF
- Enkaku Sōsa: Shinjitsu e no 23 Nichikan

### Xbox
- Sneakers

### Nintendo DS
- RIZ-ZOAWD

### Wii
- Dragon Ball: Revenge of King Piccolo

### Iphone
- Chaos Rings